# Камерна рама
Камерна рама (англ. room frame; нім. Kammerrahmen) — кріпильна рама посиленої конструкції, що встановлюється в місці сполучення двох підземних виробок, закріплених рамним кріпленням.
К. р. бувають дерев'яні, металеві та змішані. При слабких нестійких бічних породах опори для металіч. верхняка К.р. — бетонні стовпи.